# Крит (Небраска)
Крит (англ. Crete) — місто (англ. city) в США, в окрузі Салін штату Небраска. Населення — 7099 осіб (2020).

## Географія
Крит розташований за координатами 40°37′32″ пн. ш. 96°57′26″ зх. д. / 40.62556° пн. ш. 96.95722° зх. д. (40.625692, -96.957289).  За даними Бюро перепису населення США в 2010 році місто мало площу 7,71 км², з яких 7,57 км² — суходіл та 0,14 км² — водойми. В 2017 році площа становила 8,68 км², з яких 8,54 км² — суходіл та 0,14 км² — водойми.

## Демографія
Згідно з переписом 2010 року, у місті мешкало 6960 осіб у 2199 домогосподарствах у складі 1447 родин. Густота населення становила 903 особи/км².  Було 2389 помешкань (310/км²).
Расовий склад населення:
| - 70,6 % — білих - 2,5 % — азіатів - 1,0 % — чорних або афроамериканців - 0,5 % — корінних американців - 0,1 % — вихідців з тихоокеанських островів - 23,1 % — осіб інших рас |

До двох чи більше рас належало 2,2 %. Частка іспаномовних становила 35,7 % від усіх жителів.
За віковим діапазоном населення розподілялося таким чином: 25,7 % — особи молодші 18 років, 63,4 % — особи у віці 18—64 років, 10,9 % — особи у віці 65 років та старші. Медіана віку мешканця становила 28,5 року. На 100 осіб жіночої статі у місті припадало 99,3 чоловіків;  на 100 жінок у віці від 18 років та старших — 98,2 чоловіків також старших 18 років.
Середній дохід на одне домашнє господарство  становив 50 109 доларів США (медіана — 47 407), а середній дохід на одну сім'ю — 57 664 долари (медіана — 58 001). Медіана доходів становила 35 073 долари для чоловіків та 31 779 доларів для жінок. За межею бідності перебувало 16,2 % осіб, у тому числі 13,2 % дітей у віці до 18 років та 22,6 % осіб у віці 65 років та старших.
Цивільне працевлаштоване населення становило 3388 осіб. Основні галузі зайнятості: виробництво — 32,3 %, освіта, охорона здоров'я та соціальна допомога — 26,7 %, роздрібна торгівля — 8,2 %, транспорт — 6,3 %.